# ユライ・サガン
ユライ・サガン（Juraj Sagan、1988年12月23日 - ）はスロバキア・ジリナ出身の自転車競技選手。弟のペーター・サガンも同じく自転車競技選手。

## 来歴
2007年、Dukla Trencin-Meridaでアマチュア選手として活動開始。2009年にはGP Bokaで優勝を果たす。
2010年にペーターとともにリクイガス・ドイモと契約を結びプロ転向。ジロ・デル・ヴェネトで6位と好成績を出す。
2015年、ロシアのチーム、ティンコフ・サクソに移籍。
2017年はティンコフ解散に伴ってペーターやラファウ・マイカなどチームメート数人とともにボーラ＝ハンスグローエに移籍。同年、念願のグランツール(ツール・ド・フランス)へ出場するも難関山岳コースの第9ステージで制限時間をオーバーし、リタイアとなった。

## ペーターとの関係
2010年からずっと同じチームで走っている。
2017年シーズンはペーターが出場するレースのほとんどに帯同するほど、ペーターにとっては心強い相棒であり、アシストでもあり、兄でもあるというこれ以上ないほどの信頼を得ている。その信頼関係の証としてスロバキア選手権の2連覇をペーターがアシストした。
ツール・ド・フランスさいたまクリテリウムに兄弟揃っての出場経験がある。

## 主な成績
2009年
- GP Boka  優勝

2010年
- ジロ・デル・ヴェネト  6位

2016年
- ツアー・オブ・クロアチア  第5ステージ(TTT)   優勝
- スロバキア選手権 個人ロード　優勝

2017年
- スロバキア選手権 個人ロード　優勝

2019年
- スロバキア選手権 個人ロード　優勝

2020年
- スロバキア選手権 個人ロード　優勝